# Chaetodon capistratus
Chaetodon capistratus е вид бодлоперка от семейство Chaetodontidae. Видът не е застрашен от изчезване.

## Разпространение и местообитание
Разпространен е в Американски Вирджински острови, Ангуила, Антигуа и Барбуда, Барбадос, Бахамски острови, Белиз, Бермудски острови, Бонер, Британски Вирджински острови, Венецуела, Гваделупа, Гватемала, Гренада, Доминика, Доминиканска република, Кайманови острови, Колумбия, Куба, Кюрасао, Мартиника, Мексико, Монсерат, Никарагуа, Панама, Пуерто Рико, Саба, САЩ, Свети Мартин, Сейнт Винсент и Гренадини, Сейнт Китс и Невис, Сейнт Лусия, Сен Естатиус, Синт Мартен, Тринидад и Тобаго, Търкс и Кайкос, Хаити, Хондурас и Ямайка.
Обитава крайбрежията на морета, заливи и рифове в райони с тропически климат. Среща се на дълбочина от 2 до 20 m, при температура на водата от 26,1 до 28,1 °C и соленост 34,2 – 36,6 ‰.

## Описание
На дължина достигат до 7,5 cm.
Популацията на вида е стабилна.